# Felső-Fehér vármegye
Felső-Fehér vármegye Erdély egyik vármegyéje volt, melyet a 18. században hoztak létre Fehér vármegye két részre osztásával és az 1876-os megyerendezés során szűnt meg. Területe számtalan, a Királyföldön és a Székelyföldön szétszórt darabból állt, melyeket Háromszék, Szeben, Fogaras és Nagy-Küküllő vármegyék között osztottak fel. Székhelye 1800 és 1849 között Martonfalva, később Erzsébetváros volt.

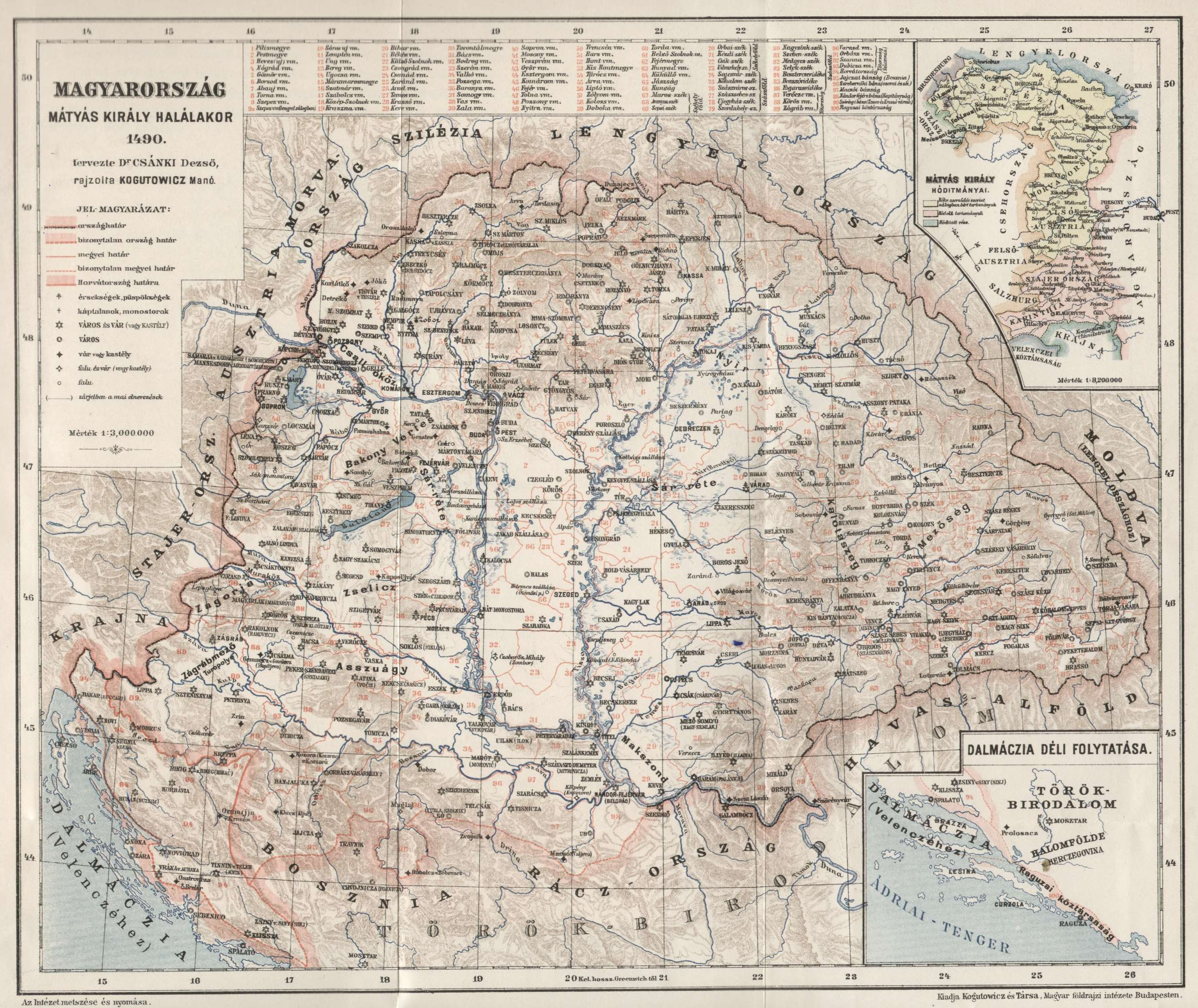
Csánki Dezső–Kogutowicz Manó: Magyarország Mátyás király halálakor

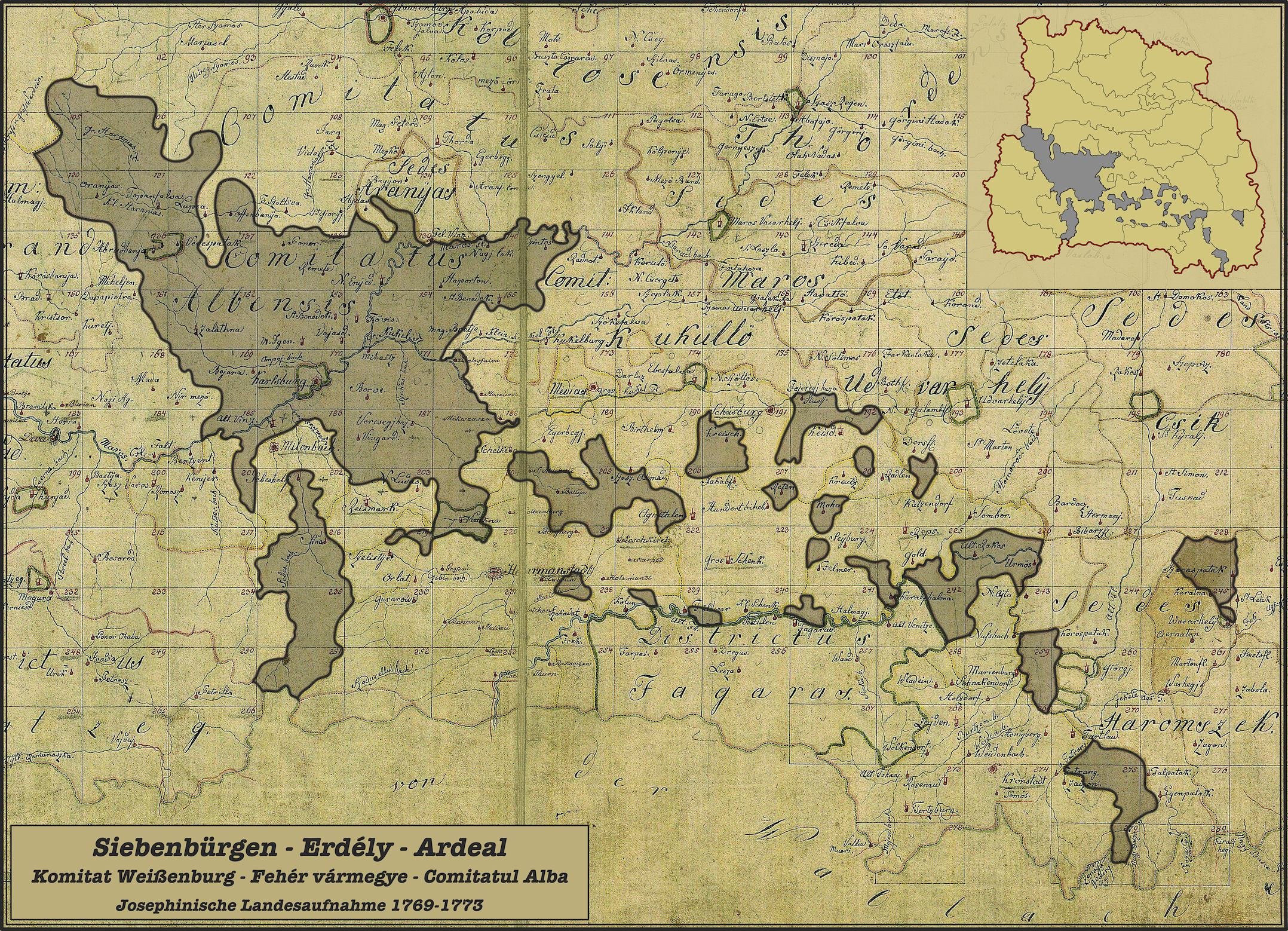
Fehér vármegye az I. katonai felmérés térképén (1769-73)

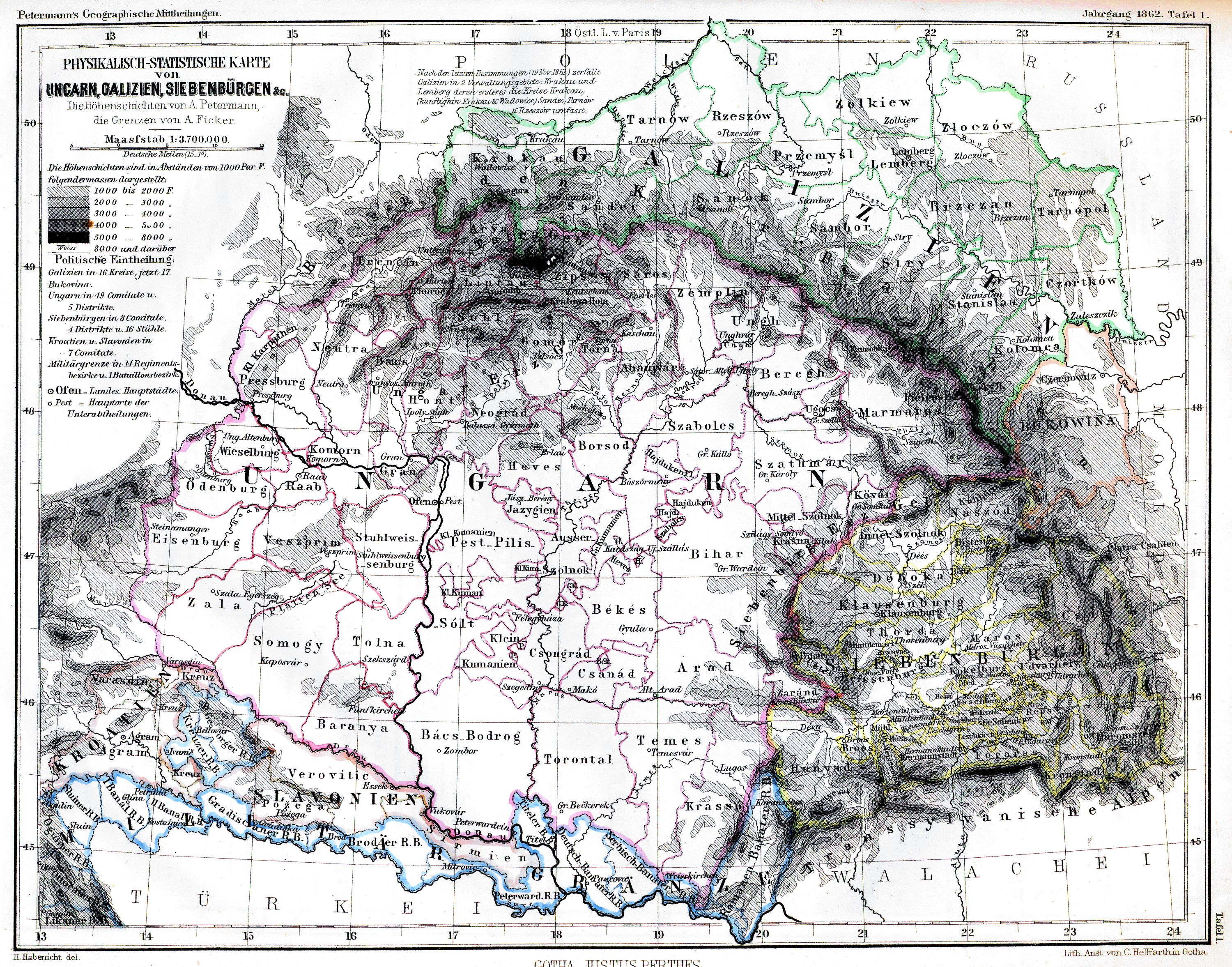
Alsó- és Felső-Fehér vármegyék egy 1862-es térképen

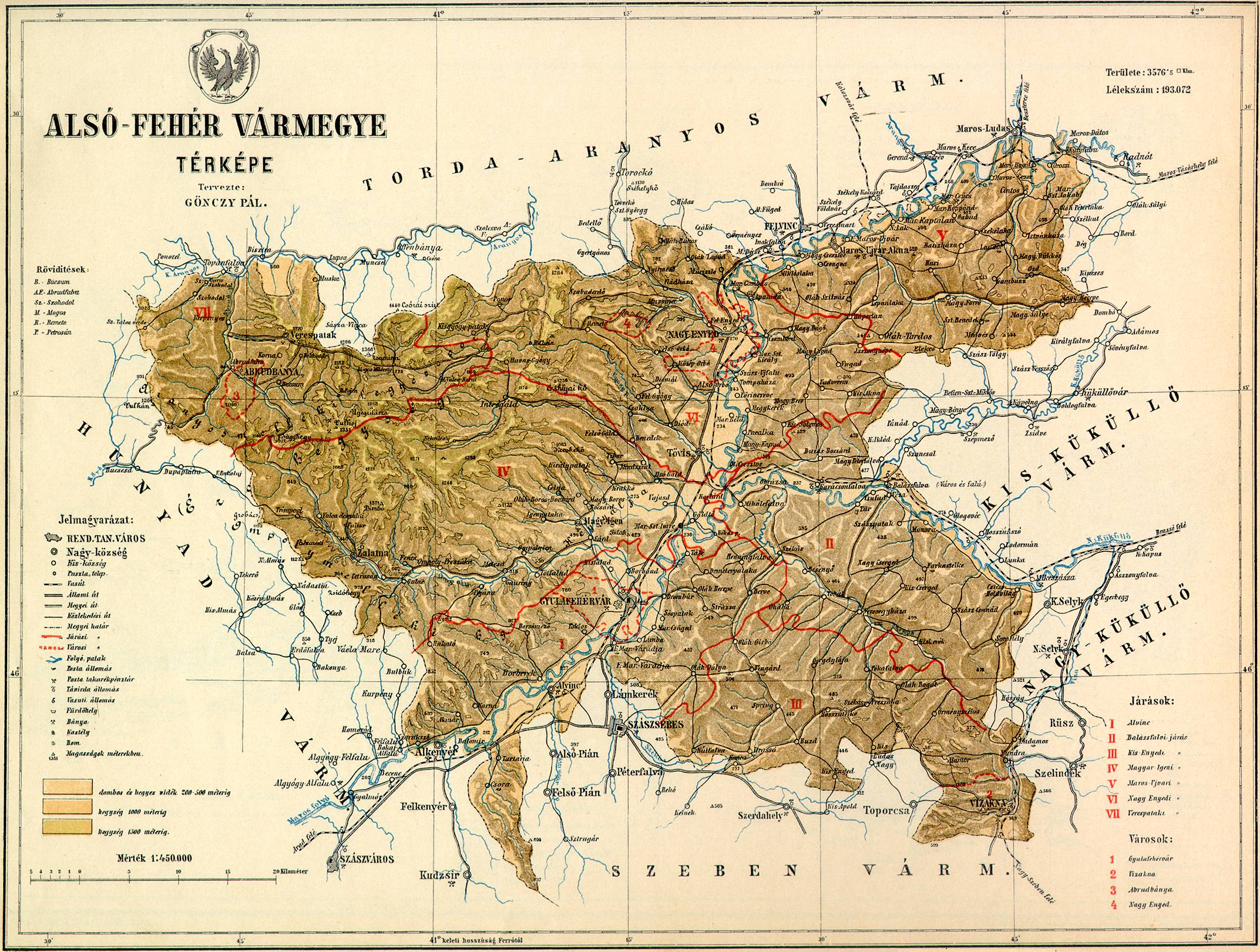
Alsó-Fehér vármegye az 1876-os megyerendezés után

## Közigazgatása
A 18. század végén a vármegyének öt járása volt:
- bolyai járás Szeben-, Medgyes- és Újegyházszék között, 13 faluval
- bürkösi járás Medgyes-, Segesvár-, Nagysink- és Újegyházszék között, 13 faluval
- pálosi járás Udvarhely- és Kőhalomszék határán, 16 faluval
- peselneki járás Sepsi-, Kézdi és Miklósvárszék határán és a Barcaságban szétszórva, 14 faluval
- réteni járás elszórva Kőhalom-, Nagysink- Segesvárszékben, 14 faluval[2]

## Települései
A hajdani Felső-Fehér vármegyéhez tartozó 72 település felsorolása, a mai közigazgatási hovatartozás feltüntetésével:
- Ágostonfalva (Brassó),
- Almakerék (Szeben),
- Alsógezés (Szeben),
- Alsórákos (Brassó),
- Alsóvolál {Torja része} (Kovászna),
- Árapatak (Kovászna),
- Bélmező (Kovászna),
- Bese (Maros),
- Bodola (Brassó),
- Bodzavám (Brassó),
- Bólya (Szeben),
- Bükszád (Kovászna),
- Datk (Brassó),
- Egrestő (Maros),
- Előpatak (Kovászna),
- Erősd (Kovászna),
- Fehéregyháza (Maros),
- Felsőgezés (Szeben),
- Felsőrákos (Kovászna),
- Felsővolál, Torja része (Kovászna),
- Földszin (Szeben),
- Gainár (Szeben),
- Galac (Brassó),
- Héjjasfalva (Maros),
- Hidegvíz, Nagyselyk része (Szeben),
- Hídvég (Kovászna),
- Ingodály (Szeben),
- Isztina (Szeben),
- Kanta, Kézdivásárhely része (Kovászna),
- Karatna, Torja része (Kovászna),
- Keresd (Maros),
- Királyhalma (Brassó),
- Kisbodza (Brassó),
- Kövesd (Szeben),
- Longodár (Brassó),
- Lüget (Brassó),
- Magyarfelek (Maros),
- Márkos (Kovászna),
- Martonfalva (Szeben),
- Martontelke (Szeben),
- Mátéfalva (Brassó),
- Mihályfalva (Szeben),
- Mikóújfalu (Kovászna),
- Moha (Brassó),
- Nyáraspatak (Kovászna),
- Nyén (Brassó),
- Oláhivánfalva (Szeben),
- Oláhújfalu (Szeben),
- Oltbogát (Brassó),
- Olthévíz (Brassó),
- Olthidegkút (Brassó),
- Pálos (Brassó),
- Peselnek (Kovászna),
- Petek (Hargita),
- Réten (Szeben),
- Rovás (Szeben),
- Rudály (Szeben),
- Sálfalva (Szeben),
- Salkó (Szeben),
- Sárpatak (Maros),
- Szárazpatak (Kovászna),
- Szászpéterfalva (Szeben),
- Szászújfalu (Szeben)
- Szászvessződ (Szeben),
- Szászzalatna (Szeben),
- Szederjes (Maros),
- Szentjánoshegy (Szeben),
- Ürmös (Brassó),
- Vecsérd (Szeben),
- Volkány (Maros),
- Volldorf (Brassó),
- Zoltán (Maros)

## Népessége
Keleti Károly számításai szerint 1870-ben lakói közül 31 273 (53,9%) volt román, 19 635 (33,8%) magyar és 7166 (12,3%) német anyanyelvű; 27 076 (46,6%) ortodox, 9267 (16,0%) református, 7704 (13,3%) görögkatolikus, 6021 (10,4%) evangélikus, 4815 (8,3%) római katolikus, 2795 (4,8%) unitárius és 394 (0,7%) zsidó vallású.